# Станичненский сельский совет Харьковской области
Станича́нский либо Стани́чненский се́льский сове́т — входит в состав Нововодолажского района Харьковской области Украины.
Административный центр сельского совета находился в селе Станичное.

## История
- ? — дата образования.

## Населённые пункты совета
- село Стани́чное
- село Белоу́совка
- село Ви́нники
- село Гаври́ловка
- село Дегтя́рка
- село Слобожа́нское
- село Литовки
- село Ляшо́вка
- село Москальцо́вка
- село Печиевка

### Ликвидированные населённые пункты
- село Белицковка
- село Карава́новка
- село Цацковка